# Chief Mountain
Der Chief Mountain ist eine signifikante Erhebung an der Grenze des Glacier Nationalparks im US-Bundesstaat Montana.

Der Chief Mountain ist die östlichste Klippe der Lewis-Überschiebung

## Lage und Geologie
Die markante Klippe des Chief Mountain überragt mit ihrer Höhe von 2768 m die sie umgebende Prärie um mehrere hundert Meter. Einschließlich der Hügel zu seinen Füßen erhebt er sich mehr als 1.500 Meter über die umgebende Landschaft, die Ostflanke ist eine nahezu vertikale Wand von etwa 450 Metern Höhe. Seine isolierte Lage an der Grenze zwischen dem Glacier-Nationalpark und dem Blackfeet-Indianerreservat nur wenige Kilometer südlich der Grenze zu Alberta machte ihn zu einem bedeutenden Orientierungspunkt bei der Erforschung des amerikanischen Westens.
Der Gipfel ist der vorderste, östlichste Punkt der Lewis-Überschiebung, einer Überschiebung von älteren, bis zu 1,5 Milliarden Jahre altem Gesteins aus dem Proterozoikum über jüngere Schichten aus Quartär und Kreide und den letzten 100 Millionen Jahren. Nachdem er durch Erosion von der Decke der Lewis-Überschiebung getrennt wurde, steht er heute als Klippe frei auf dem wesentlich jüngeren Grundgestein. Er besteht aus präkambrischen Kalken.

## Geschichte
Der Berg galt den hier ansässigen Blackfoot aufgrund seiner Lage und seines Erscheinungsbildes als heilig. In britischen Karten des ausgehenden 18. Jahrhunderts wurde er als Kings Peak ausgewiesen. Während der Lewis-und-Clark-Expedition zum Pazifik erreichte Meriwether Lewis den Berg 1805 und benannte ihn Tower Peak, dieser Name wurde Ende des 19. Jahrhunderts durch den heute noch genutzten ersetzt, da er der Übersetzung seines Namens aus der Sprache der Blackfoot – ‘Großer Häuptling’ (englisch Big Chief) – nahekam. Die nordwestlich der Blackfoot lebenden feindlichen Stoney nannten ihn Hũga Baha (‘Chief Hill’). Bei der Errichtung des Glacier-Nationalparks im Jahr 1910 fielen der Gipfel selbst und die westliche Wand in den Verwaltungsbereich des National Park Service, während die östliche Flanke unter der Obhut der Schwarzfuß-Indianer verblieb.

## Tourismus
Der Chief Mountain ist Namensgeber und Orientierungspunkt des Chief Mountain International Highway, einer nur von Mitte Mai bis Mitte September geöffneten Straßenverbindung zwischen dem Waterton-Lakes-Nationalpark und dem Glacier-Nationalpark. Er bietet großartige Ausblicke auf den Chief Mountain und die Berge beider Nationalparks.
Die erste Besteigung durch weiße Siedler fand am 8. September 1892 durch Henry Stimson mit Hilfe eines weiteren Weißen und eines Schwarzfuß-Indianers statt, dabei wurden auf dem Gipfel Opferstätten mit Bison-Knochen gefunden, welche beweisen, dass der Gipfel bereits zuvor als Kultplatz indigener Völker gedient hatte. Erst 1951 erfolgte die zweite Begehung über die bereits von Stimson gewählte Route über die Ostflanke, die heute – trotz bekannter Alternativrouten – als Normalroute gilt.
Der Berg gilt als bergsteigerische Herausforderung, auch die einfachsten Aufstiege haben am Gipfelgrat Passagen der Klasse 4 des Glacier National Park Rock & Grading Systems.
Damit werden schwierige Anstiege klassifiziert, deren Schwierigkeit hauptsächlich in der Ausgesetztheit liegt und wo ein Sturz schwerwiegende bis tödliche Folgen hat. Trotz der geringen technischen Schwierigkeiten wird daher Seilsicherung empfohlen.
Darüber hinaus bietet das Sedimentgestein nur unzureichende Möglichkeiten zur Verwendung von Hilfsmitteln.